# طغرل (نسطوری)
طغرل یا وانگ خان (مغولی: Тоорил хан؛ c. ۱۱۳۰ – ۱۲۰۳ (۷۲−۷۳ سال)) از خان‌های کرائیت‌ها بود. او برادر خونی (آندا) رئیس مغول یسوکای بهادر بود و به عنوان حامی و متحد مهم اولیه تموجین پسر یسوگی، که بعدها به نام چنگیز خان شناخته شد، خدمت کرد. منبع اصلی زندگی او تاریخ سری مغولان است.